# Nick Cravat

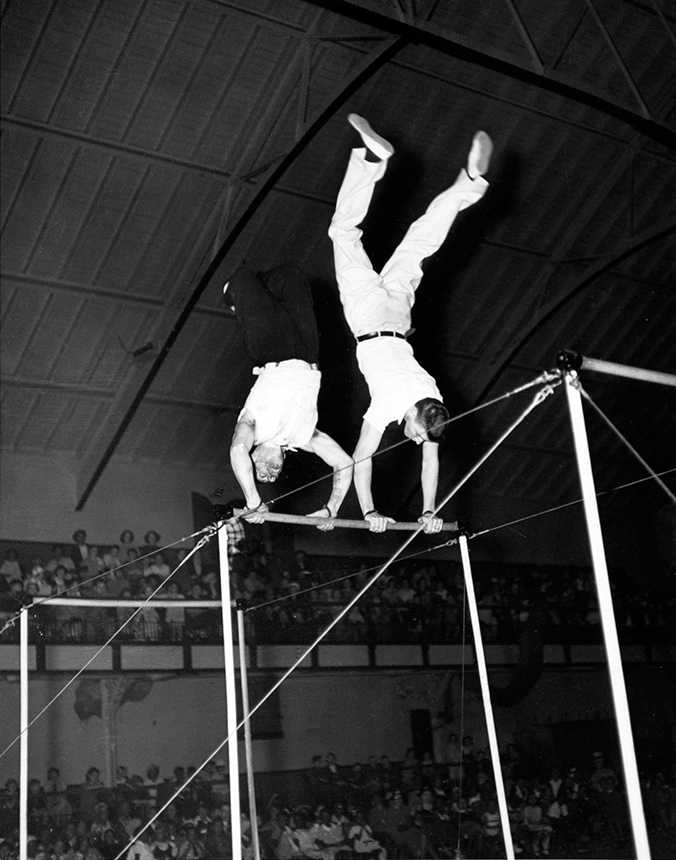
Cravat en Lancaster tijdens hun act 'Lang and Cravat'

Nick Cravat, artiestennaam van Nicholas Cuccia, (New York, 10 januari 1912 - Woodland Hills, Los Angeles, 29 januari 1994) was een Amerikaanse filmacteur en stuntman. Tussen 1949 en 1977 verscheen hij in talloze films en televisieseries.
Cravat en Burt Lancaster waren van jongs af aan goede vrienden. In de vroege jaren '30 van de twintigste eeuw hadden zij een acrobatische act genaamd 'Lang and Cravat' en traden gedurende deze tijd op in circussen en in Vaudeville theaters. De act kwam in 1939 tot een einde toen Lancaster een handblessure opliep.
Dankzij hun vriendschap zou Nick Cravat later in negen films als tegenspeler van Lancaster dienen, waaronder in The Crimson Pirate, The Flame and the Arrow en Run Silent, Run Deep.
Cravat speelt in veel van zijn films een rol zonder tekst vanwege zijn zware Brooklyn accent.

## Gedeeltelijke filmografie
- The Island of Dr. Moreau (1977)
- The Way West (1967)
- Run Silent, Run Deep (1958)
- King Richard and the Crusaders (1954)
- The Crimson Pirate (1952)
- The Flame and the Arrow (1950)